# Tholing
Tholing (en tibetano: མཐོ་ལྡིང་, Wylie: mtho lding, literalmente "sitio alto"; en chino: 托林镇, pinyin: Tuōlín), Tuolin, o Toding, alternativamente Zanda, Tsanda, Tsada, o Zada, es el poblado sede del Condado Zanda de la prefectura Ngari ubicado al oeste de la Región autónoma del Tíbet, en la República Popular China. La ciudad fue la capital anterior del reino de Guge gobernado por Langdarma y que actualmente es una ciudad militar aislada.
El Monasterio de Tholing establecido en 997 a. C.., es en los suburbios de la ciudad, que está ubicado en el cañón de Langchen Tsangpo o Río Sutlej. Históricamente, este es uno de los monasterios más importantes que emana de la segunda diseminación de budismo tibetano.

## Administración
La jurisdicción de la ciudad de Tholing comprendía las siguientes comunidades:
- Comunidad residencial de Tuolin  (托林居委会)
- Pueblo de Bolin (波林村)
- Pueblo de Dongga (东嘎村)

## Historia

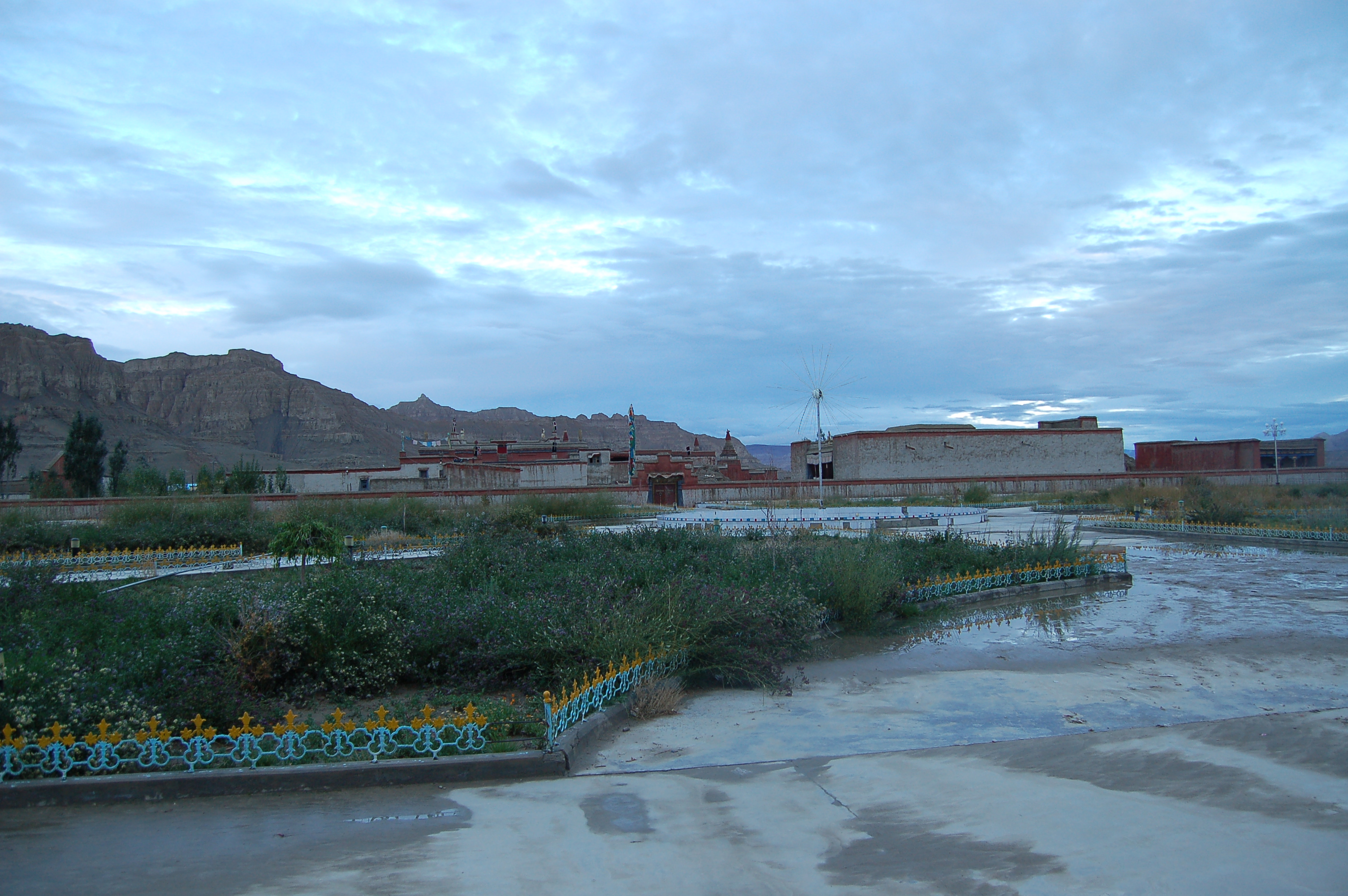
Monasterio de Tholing

La antigua ciudad de Tholing, actualmente conocida como Zanda, capital de Ngari está ubicada en el distrito del Tíbet occidental, hoy en día una ciudad militar con nombre de origen chino, mismo que recibe después de la revolución.
La ciudad fue la antigua capital del Reino Guge. en el oeste del Tíbet cuando fue gobernado por Langdarma. Ahora, una ciudad militar aislada, tiene una nueva calle bien diseñada, una oficina de correos e instalaciones de telecomunicaciones.
La ciudad, el monasterio y Tsaparang, ubicados en el oeste tibetano, formaron una fortaleza de piedra que jugó un importante rol dentro de la historia del budismo, debido a que era una de las rutas comerciales más importantes entre la India y el Tíbet. Durante los siglos X y XI, Tholing y Tsarapang fueron las ciudades capitales del reino de Parang-Gug, época en la que el budismo tibetano se desarrolló como modelo civilizatorio. 
Luego de la invasión del ejército Ladakh a finales del siglo XVII a. C., el antiguo reino de Guge cayó en ruinas y, en 1630, Tholing pasó a ser Zanda; hoy en día una ciudad militar que forma parte de China ubicada en la región autónoma del Tíbet.

## Geografía

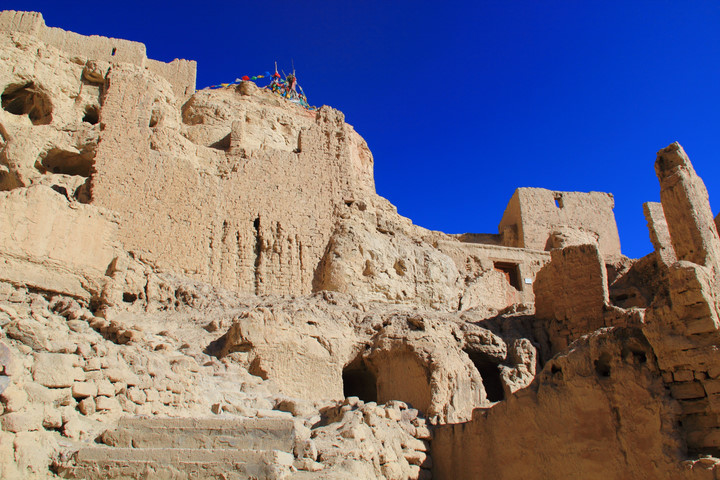
Ruinas del reino de Guge

En los mapas recientes solo se utiliza el nombre de Zanda, situada sobre una elevación de 3660 m s. n. m. (12010 ft). Entre estas elevaciones de roca y la meseta conformada por varias regiones, se pueden encontrar cuevas y ruinas de diversas Estupas que actualmente persisten cerca del río de Sutlej; mismas que fueron mayoritariamente destruidas a pesar de que los murales originales de los mismos, permanecen en buenas condiciones.
Dentro de la vegetación se encuentran los árboles de chopo.
Al sur de la ciudad se ubica un amplio establecimiento militar mientras que el pueblo tibetano se encuentra localizado en el extremo norte de la ciudad. El camino a Zanda se caracteriza por una elevada cordillera cubierta de nieve de entre 5200 a 5500 metros (17100-18000 ft).
A lo largo de las pronunciadas pendientes se encuentra un cañón que en su descenso está conectado con el río Sutlej así como un extinto río que conduce a la entrada de la ciudad.

## Edificios notables
Las ruinas del monasterio de Tholing se localizan dentro de los límites de la ciudad mientras que las ruinas de los monasterios de Tsparang y Gurugem se ubican a 20 kilómetros (12 mi) de la región de Zanda. Debido al deterioro de las mismas y con el fin de conservar dicho patrimonio, las visitas a monasterios como el de Tholing y las ruinas de Tsaparang están restringidas, por lo que es necesario contar con un permiso especial emitido oficialmente por la Agencia de Reliquias Culturales localizada en la región de Lhasa.
En el 2011, un informe publicado en el "Art and History of the Cultural History of Western Tibet, 8th to 15th century, and Cultural Preservation", declara que el estilo del arte en el interior asiático pudo clasificarse luego del descubrimiento de las pinturas y murales encontradas en los templos y cuevas en la zona de Zanda de Ngari. En donde cabe mencionar que la mayoría del arte y arquitectura surgido por el antiguo imperio budista fue destruido durante la Revolución Cultural China.

## Pueblos
La ciudad de Tholing tiene jurisdicción sobre las siguientes comunidades:
- Comunidad residencial de Tuolin (托林居委会)
- Pueblo de Bolin (波林村)
- Aldea Dongga (东嘎村)